# إيروغافيوتا
إيروغافيوتا (بالإنجليزية: Aerogaviota)‏ هي شركة طيران مقرها هافانا في كوبا. وهي تشغل رحلات جوية من كوبا إلى جامايكا. قاعدتها الرئيسية هي مطار خوسيه مارتي الدولي في هافانا.

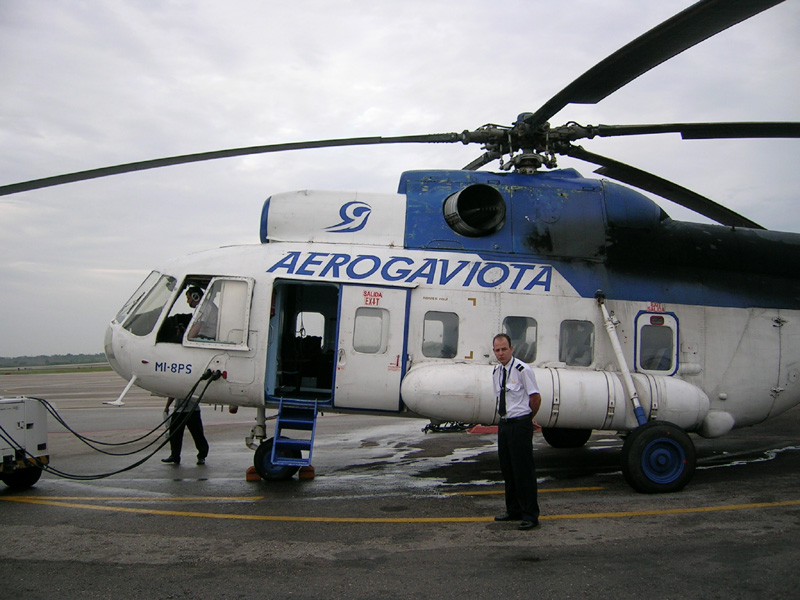
Aerogaviota Mi-8PS

## التاريخ
أنشأ الجيش الكوبي شركة الطيران وبدأت عملياتها في عام 1994، وهي مملوكة بالكامل لحكومة كوبا، وتديرها المؤسسة الكوبية للطيران المدني.

## الوجهات
تقوم إيروغافيوتا بتشغيل خدمات مجدولة إلى الوجهات المحلية التالية اعتبارا من عام 2017: باراكوا، كايو كوكو، هافانا، هولغوين، و سانتياجو دي كوبا. كما تخدم الشركة كينغستون ومونتيغو باي، جامايكا.

## أسطول

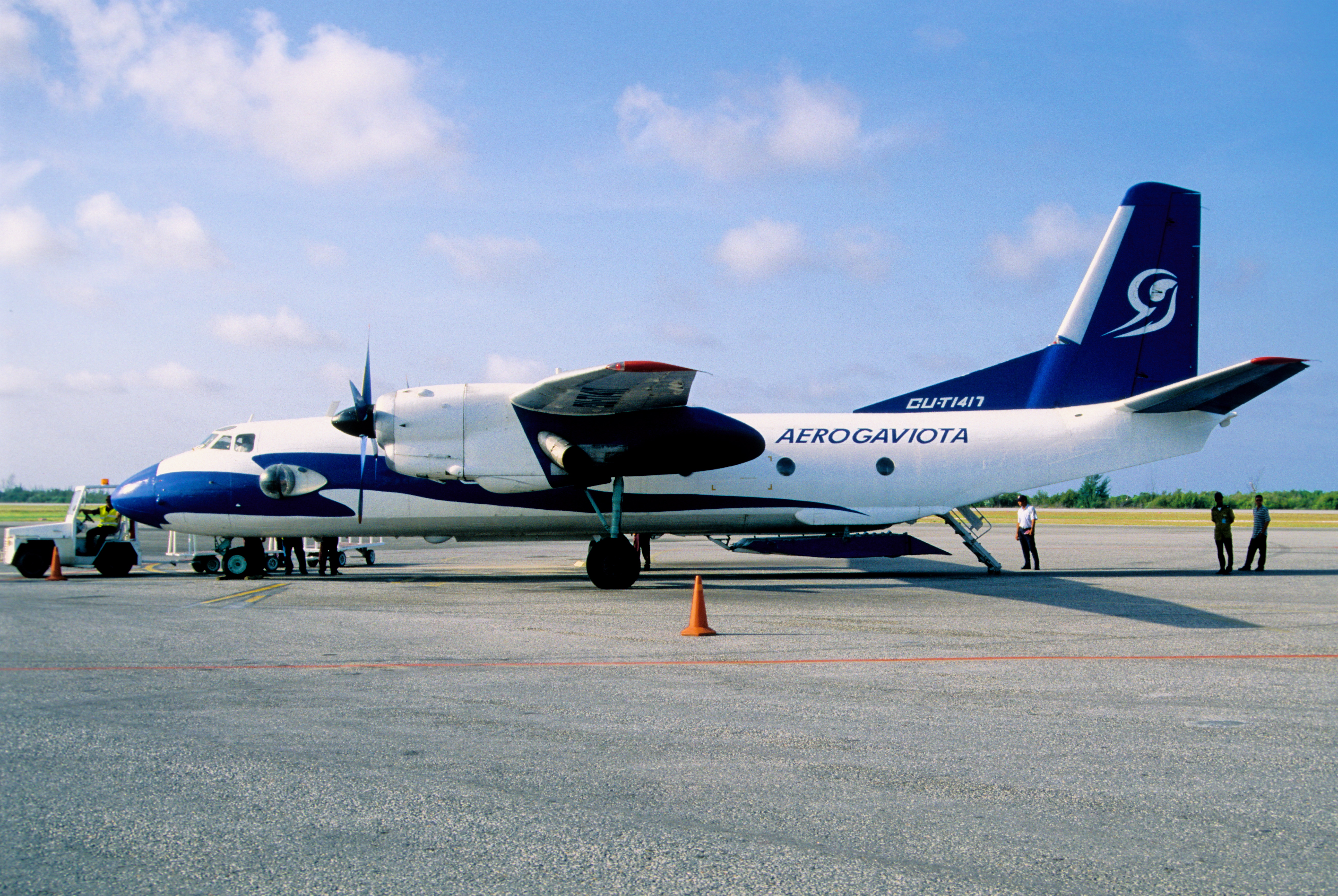
طائرة Aerogaviota Antonov An-26 التي تحطمت في Las Lomas de San Cristóbal في 29 أبريل 2017 شوهدت في مطار Vilo Acuña في (2004)

اعتبارا من عام 2017، كان أسطول إيروغافيوتا يتضمن الطائرات التالية:
- أنتونوف أن-26 طائرة واحدة فقدت في حادث تحطم
- إيه تي آر 42 (4)
- (1) ميل مي-8p

## روابط خارجية
- Aerogaviota (بالإسبانية)
- Aerogaviota Fleet